# الجامعة السعودية الإلكترونية
الجامعة السعودية الإلكترونية هيَ مؤسسة جامعية حكومية سعودية تُمثل أحد أنماط التعليم العالي وَتُوفر بيئة قائمة على تقنيات المعلومات والاتصالات والتعلم الإلكتروني والتعليم المدمج، وتمنح الجامعة شهادات البكالوريوس والدراسات العليا، إضافة لتقديم دورات في التعلم المستمر والتعلم مدى الحياة، في فبراير 2019، اعتُمِدَت كلية العلوم الصحية بالجامعة من الهيئة السعودية للتخصصات الصحية وذلك ضمن برنامج بكالوريوس العلوم في الصحة العامة.

## التاريخ
تأسست الجامعة بموجب مرسوم ملكي من الملك عبد الله بن عبد العزيز آل سعود في عام 2011، حيثُ جاءت الموافقة على إنشاء الجامعة السعودية الإلكترونية كمؤسسة تعليمية حكومية تقدم التعليم العالي والتعلم مدى الحياة.

## نبذه عن التعليم في الجامعة
تم بناء منظومة التعليم في هذه الجامعة بالتعاون مع عدة جامعات دولية وتعتمد الجامعة في تعليمها على نظام التعلم المدمج الذي يدمج بين الحضور المباشر «وجهاً لوجه» وبين الحضور عن طريق التقنية وتتمثل رؤية الجامعة في بناء اقتصاد ومجتمع المعرفة وتلبية حاجات سوق العمل وتهدف الجامعة لأن تكون ممثلاً وطنيا وبيت خبرة في مجال اختصاصها.

## فروع الجامعة
الرياض، الدمام، جدة، المدينة المنورة، القصيم، أبها، تبوك، جازان، الأحساء، حائل، نجران، الجبيل، ينبع. العلا

## شُركاء الجامعة
ساهمت عدد من الشَراكات في تأسيس وَتطوير الجامِعة، وَمن أبرزها:
- جامعة فرانكلين (طالع النسخة الإنجليزية)
- جامعة أوهايو
- جامعة كولورادو (النسخة الإنجليزية)
- معهد فلوريدا التقني
- إي إف
- بلاك بورد
- المكتبة الرقمية السعودية
- جامعة تونس المنار

## الكليات
```
* 
كلية العلوم الإدارية والمالية
.
```

اقسام الكلية: إدارة الأعمال، المحاسبة، المالية، التجارة الإلكترونية.
```
* كلية الحوسبة والمعلوماتية 
```

اقسام الكلية: تقنية المعلومات، علوم الحاسب الآلي، علم البيانات .
- كلية العلوم الصحية.

المعلوماتية الصحية، الصحة العامة .
- كلية العلوم والدراسات النظرية.

اقسام وبرامج الكلية: برنامج البكالوريوس في الإعلام الرقمي: القانون، اللغة الإنجليزية والترجمة، العلوم الإنسانية، العلوم الأساسية، العربية لغير الناطقين بها.

## صحافة الجامعة
يتولى قسم الإعلام في إدارة العلاقات العامة بالجامعة مهمة إصدار صحيفة إلكترونية للجامعة والإشراف عليها، وبذلك ساهم قسم الإعلام بإصدار صحيفة عن الجامعة تحت مسمى «جسر» تساهم ببناء صورة ذهنية مترسخة عن الجامعة السعودية الإلكترونية.

## رؤساء الجامعة السعودية الإلكترونية
| الرئيس                        | تاريخ التعيين   | مصدر  |
| ----------------------------- | --------------- | ----- |
| محمد بن يحيى بن مرضي الزهراني | 24 أكتوبر 2023م | [ 6 ] |
| ليلك الصفدي                   | 2 يوليو 2020    | [ 7 ] |
| عبدالله بن عبدالعزيز الموسى   | 01 فبراير 2012  | [ 8 ] |

## الإنجازات
- حصولها على المرتبة الأولى محلياً والـ 33 عالمياً بجودة التعليم، في تصنيف التايمز الخاص بتأثير الجامعات في أهداف الأمم المتحدة للتنمية المستدامة لعام 2024م.[9]

## وصلات خارجية
- الموقع الرسمي